# آبی کوچک چمنزار
پروانه آبی کوچک چمنزار (نام علمی: Zizula hylax) از گونه‌هایی است که در سال ۱۷۷۵ میلادی توصیف علمی شدند. از افریقا آسیا هند و ژاپن و اندونزی و فیلیپین و استرالیا واقیانوسیه زیست‌گاه این گونه است. این گونه در خانواده حریربالان قرار دارد.

## ظاهر
گستره بال پروانه بالغ، ۱٫۵ سانتی‌متر می‌باشد.

## تخم
تخم این حشره کروی یا تخت است و رنگ آن سبز می‌باشد. قطر تخم تقریباً" نیم میلی‌متر است.